# Liste der Kellergassen in Kreuzstetten
Die Liste der Kellergassen in Kreuzstetten führt die Kellergassen in der niederösterreichischen Gemeinde Kreuzstetten an.
Bemerkenswert in dieser Gemeinde ist außerdem ein herrschaftlicher Einzelkeller aus dem 17. Jahrhundert am östlichen Ortsrand von Niederkreuzstetten (östlich des Bahndamms, auf Höhe der Schlossstraße), der Heiligenkeller der Zünfte.
| Foto |                 | Kellergasse                 | Standort                        | Beschreibung |
| ---- | --------------- | --------------------------- | ------------------------------- | --- |
| ja   | Datei hochladen | Berggasse / Lindengasse     | KG: Niederkreuzstetten Standort | Das aus zwei kurzen Gassen in Hohlwegen bzw. an Geländekanten bestehende beidseitige Kellergassensystem wurde im südlichen Hintaus angelegt und wird heute von neuerem Siedlungsgebiet umschlossen. Auf 300 Metern Gesamtlänge befinden sich 30 Gebäude, davon etwa 20 Keller, teils traufständig, teils in Schildmauerform. Die Keller sind mehrheitlich erneuerungsbedürftig; die älteste Datierung ist von 1868. Etwa 250 Meter weiter westlich befinden sich an einer Geländekante in der Berggasse einige weitere, von Schmidbaur nicht berücksichtigte Keller. |
| ja   | Datei hochladen | Brunnengasse / Am Teichfeld | KG: Niederkreuzstetten Standort | Das Kellergassensystem liegt im nördlichen Hintaus. Es erstreckt sich über etwa 300 Meter Gesamtlänge, und besteht aus einigen Kellern in Hanglage im östlichen Teil (Brunnengasse / Am Teichfeld), einer Kellerreihe an einer in Ost-West-Richtung verlaufenden Geländekante (Am Teichfeld), sowie einigen wenigen Kellern beidseitig in einem Hohlweg im nordwestlichen Teil (Obere Teichfeldgasse). Anmerkung: Schmidbaur gibt hier nur zwölf Gebäude (davon nur sieben traditionelle Keller; älteste Datierung von 1784) auf 100 Metern Länge an, was deutlich zu wenig ist und sich vermutlich nur auf den östlichen Teil bezieht. |
| ja   | Datei hochladen | Lüßweg                      | KG: Niederkreuzstetten Standort | Die etwa 200 Meter lange beidseitige Einzelkellergasse liegt in einem Hohlweg am südwestlichen Ortsrand. Anmerkung: Laut Luftbildern und Grundstückskataster dürfte es hier gut ein Dutzend Keller, vorwiegend in Schildmauerform und vermutlich mehrheitlich desolat, geben. |
| ja   | Datei hochladen | Wiener Straße               | KG: Niederkreuzstetten Standort | Einige wenige Keller befinden sich einseitig an einer Geländekante an der südlichen Ortsausfahrt. |
| BW   | Datei hochladen | Burleiten                   | KG: Oberkreuzstetten Standort   | Die beidseitige Einzelkellergasse befindet sich an einer Geländekante am nördlichen Ortsrand. Auf 150 Metern Länge befinden sich 15 Gebäude, davon elf traditionelle Keller, teils traufständig, teils in Schildmauerform. |
| BW   | Datei hochladen | Hochreithgasse              | KG: Oberkreuzstetten Standort   | Das Kellergassensystem besteht aus einigen Kellern an einer Geländekante im nordwestlichen Hintaus und einer langen beidseitigen Kellergasse in einem Hohlweg am nordwestlichen Ortsrand. Auf insgesamt 500 Metern Länge befinden sich 62 Keller, mehr als zwei Drittel davon in Schildmauerform, der Rest traufständig. Die älteste Datierung ist von 1866. Um 1990 war die Hälfte der Keller erneuerungsbedürftig. Nachdem sich der Zustand der Kellergasse in den darauffolgenden Jahren weiter verschlechterte und viele Keller einsturzgefährdet waren, bildete sich ab 2003 nach und nach eine Initiative zur Revitalisierung der Kellergasse. Mehrere Dutzend Keller wurden instand gesetzt, seit 2014 gibt es jährlich ein Kellergassenfest. |
| BW   | Datei hochladen |                             | KG: Oberkreuzstetten Standort   | Einige wenige Keller befinden sich einseitig an einer Geländekante südlich knapp außerhalb des Orts, im Bereich der Wirtshausgasse. |
| BW   | Datei hochladen | Schottenfeld                | KG: Oberkreuzstetten Standort   | In einem Hohlweg nordwestlich außerhalb des Orts befinden sich auf 120 Metern Länge einige großteils verfallende Keller in Schildmauerform. |
| BW   | Datei hochladen | Kellergasse                 | KG: Streifing Standort          | In einer Mulde am nordwestlichen Ortsrand befinden sich 18 Keller in unterschiedlichen Bauformen. Die älteste Datierung ist von 1958. |
| BW   | Datei hochladen | Kreuzstettner Weg           | KG: Streifing Standort          | Einige wenige Keller liegen an einer Geländekante südwestlich knapp außerhalb des Dorfs. |

| Foto:                    | Fotografie der Kellergasse (Gesamtheit). Klicken des Fotos erzeugt eine vergrößerte Ansicht. Daneben finden sich zwei Symbole: \| Weitere Bilder vorhanden \| Das Symbol bedeutet, dass weitere Fotos des Objekts verfügbar sind. Durch Klicken des Symbols werden sie angezeigt. \| \| Eigenes Foto hochladen \| Durch Klicken des Symbols können weitere Fotos des Objekts in das Medienarchiv Wikimedia Commons hochgeladen werden. \| |
| Name:                    | Bezeichnung der Kellergasse |
| Standort:                | Es ist die Katastralgemeinde (KG) angegeben. Durch Aufruf des Links Standort wird die Lage der Kellergasse in verschiedenen Kartenprojekten angezeigt. |
| Beschreibung             | Kurze Beschreibung der Kellergasse |
| Weitere Bilder vorhanden | Das Symbol bedeutet, dass weitere Fotos des Objekts verfügbar sind. Durch Klicken des Symbols werden sie angezeigt. |
| Eigenes Foto hochladen   | Durch Klicken des Symbols können weitere Fotos des Objekts in das Medienarchiv Wikimedia Commons hochgeladen werden. |